# Seznam památných stromů v okrese Sokolov
Toto je seznam 92 památných stromů v okrese Sokolov, v němž jsou uvedeny památné stromy na území okresu Sokolov.
| Název                            | Obrázek           | Umístění                                              | Druh                 | Obvod [v cm] | Kód wikidata      | Galerie                                                           | Poznámka |
| -------------------------------- | ----------------- | ----------------------------------------------------- | -------------------- | --- | ----------------- | ----------------------------------------------------------------- | --- |
| Bambasův dub                     |                   | Arnoltov 50°7′24″ s. š., 12°35′29″ v. d.              | dub letní            | 455 | 102284 Q11042598  | Kategorie „Bambasův dub“ na Wikimedia Commons                     | Na louce za remízem |
| Lípa v Arnoltově                 |                   | Arnoltov 50°7′1″ s. š., 12°35′40″ v. d.               | lípa velkolistá      | 477 | 102283 Q12034682  | Kategorie „Lípa v Arnoltově“ na Wikimedia Commons                 | Vlevo od silnice Arnoltov-Kostelní Bříza |
| Javory v Arnoltově               |                   | Arnoltov 50°7′6″ s. š., 12°35′51″ v. d.               | javor klen (2)       | 302 420 | 105979 Q18564465  | Kategorie „Javory v Arnoltově“ na Wikimedia Commons               | Jižně a severně od polní cesty z Arnoltova k polní trati Halič |
| Bernovský klen                   |                   | Bernov 50°14′4″ s. š., 12°30′44″ v. d.                | javor klen           | 385 | 106053 Q20799292  | Kategorie „Bernovský klen“ na Wikimedia Commons                   | luční enkláva v Bernově, 110 m severně od chalupy č. 15 |
| Jilm u Leistnerovy hájovny       |                   | Čistá u Rovné 50°5′4″ s. š., 12°42′59″ v. d.          | jilm horský          | 358 | 105983 Q18564467  | Kategorie „Jilm u Leistnerovy hájovny“ na Wikimedia Commons       | Na okraji lesního porostu vedle zbytků stavby bývalé pohodnice při cestě k památníku umučených žen |
| Buky u černé kapličky            |                   | Dolina 50°14′13″ s. š., 12°32′52″ v. d.               | buk lesní (8)        | & Chyba ve výrazu: Neočekávaný operátor / Chyba ve výrazu: Neočekávaný operátor / Chyba ve výrazu: Neočekávaný operátor / Chyba ve výrazu: Neočekávaný operátor / Chyba ve výrazu: Neočekávaný operátor / Chyba ve výrazu: Neočekávaný operátor / Chyba ve výrazu: Neočekávaný operátor / Chyba ve výrazu: Neočekávaný operátor / Chyba ve výrazu: Neočekávaný operátor / Chyba ve výrazu: Neočekávaný operátor / Chyba ve výrazu: Neočekávaný operátor / Chyba ve výrazu: Neočekávaný operátor / Chyba ve výrazu: Neočekávaný operátor / Chyba ve výrazu: Neočekávaný operátor / Chyba ve výrazu: Neočekávaný operátor / -1.0000-0 | 105808 Q16515369  | Kategorie „Buky u černé kapličky“ na Wikimedia Commons            | Na temeni Šibeničního vrchu u kaple Nejsvětější trojice cca 1 km jihozápadně od města Oloví |
| Jirákova lípa                    |                   | Dolní Nivy 50°14′39″ s. š., 12°38′10″ v. d.           | lípa velkolistá      | 650 | 102291 Q15627007  | Kategorie „Jirákova lípa“ na Wikimedia Commons                    | V obci u čp. 7. |
| Klen v Hlavně                    |                   | Hlavno 50°9′3″ s. š., 12°35′55″ v. d.                 | javor klen           | 276 | 105950 Q18564494  | Kategorie „Klen v Hlavně“ na Wikimedia Commons                    | V obci Hlavno za č.p. 52 na hraně terasy vpravo od silnice z Citic |
| Kaasův buk                       |                   | Horní Rozmyšl 50°15′29″ s. š., 12°40′13″ v. d.        | buk lesní            | 465 | 105639 Q15703462  | Kategorie „Kaasův buk“ na Wikimedia Commons                       | U lesní cesty ve svahu pod kamenolomem na jihovýchodním úbočí Kamenného vrchu |
| Lípa u pomníčku v Hruškové       |                   | Hrušková 50°9′19″ s. š., 12°42′41″ v. d.              | lípa velkolistá      | 378 | 104940 Q15586282  | Kategorie „Lípa u pomníčku v Hruškové“ na Wikimedia Commons       | Ve středu osady při okraji hlavní silnice u nového sportovního centra, vedle pomníčku padlým v I. světové válce |
| Buk nad Hruškovou                |                   | Hrušková 50°9′33″ s. š., 12°43′6″ v. d.               | buk lesní            | 427 | 106256 Q50656760  | Kategorie „Buk nad Hruškovou“ na Wikimedia Commons                | Na oplocené zahradě u chaty č.p. 82, 650 m severovýchodním směrem od Hruškové. |
| Zámecký dub v Chlumku            |                   | Chlumek 50°8′12″ s. š., 12°34′30″ v. d.               | dub letní            | 413 | 105139 Q15631213  | Kategorie „Zámecký dub v Chlumku“ na Wikimedia Commons            | V části obce zvané Chlumek, v bývalém parčíku zaniklého zámečku |
| Šenbauerův dub                   | Šenbauerův dub    | Chlum Svaté Maří 50°9′11″ s. š., 12°32′23″ v. d.      | dub letní            | 316 | 102288 Q15626909  | Kategorie „Šenbauerův dub“ na Wikimedia Commons                   | U samoty, severovýchodně od obce |
| Klen v Heřmanově                 | Klen v Heřmanově  | Jindřichovice 50°17′48″ s. š., 12°37′47″ v. d.        | javor klen           | 455 | 106255 Q52820664  | Kategorie „Klen v Heřmanově“ na Wikimedia Commons                 | Klen se nachází v jihovýchodní části Heřmanova v k. ú. Heřmanov v Krušných horách, kde tvoří přírodní dominantu na rozcestí. Při příjezdu do Heřmanova je nutné odbočit vpravo na nezpevněnou cestu, po níž se po cca 200 metrech ocitáme v blízkosti stromu. |
| Jindřichovický klen              |                   | Jindřichovice 50°17′5″ s. š., 12°36′32″ v. d.         | javor klen           | 455 | 104350 Q15626991  | Kategorie „Jindřichovický klen“ na Wikimedia Commons              | Na severním konci obce, vpravo u silnice č. 219 mezi jindřichovickým zámkem a vstupem do bývalé obory SSV od obce |
| Martinské lípy v Jindřichovicích |                   | Jindřichovice 50°16′56″ s. š., 12°36′8″ v. d.         | lípa velkolistá (2)  | 363 381 | 104813 Q15626995  | Kategorie „Martinské lípy v Jindřichovicích“ na Wikimedia Commons | Na volném prostranství za kostelem sv. Martina v Jindřichovicích; obvod kmenů 341 cm, 370 cm |
| Dub v Kostelní Bříze †           |                   | Kostelní Bříza 50°7′ s. š., 12°36′54″ v. d.           | dub letní            | 636 | 105336            |                                                                   | Za obcí. Ochrana zrušena 17. února 1993. |
| Kleny v Kostelní Bříze           |                   | Kostelní Bříza 50°7′ s. š., 12°37′14″ v. d.           | javor klen (2)       | 448 362 | 102282 Q15586461  | Kategorie „Kleny v Kostelní Bříze“ na Wikimedia Commons           | v SZ části obce, JZ od hřbitova |
| Lípa u kostela                   |                   | Kostelní Bříza 50°7′ s. š., 12°37′21″ v. d.           | lípa velkolistá      | 560 | 102289 Q15586455  | Kategorie „Lípa u kostela (Kostelní Bříza)“ na Wikimedia Commons  | U kostela proti hřbitovu, sev. okraj obce |
| Lípa v Kostelní Bříze †          |                   | Kostelní Bříza 50°7′2″ s. š., 12°37′16″ v. d.         | lípa velkolistá      | 731 | 102295 Q15730984  | Kategorie „Lípa v Kostelní Bříze“ na Wikimedia Commons            | Na severním okraji obce u hřbitova - Památný strom byl vyhláškou AOPK ČR spolu s památnými stromy Lípy u Vodrů nově vyhlášen v roce 2016 pod společným názvem Lípy v Kostelní Bříze                                                                           |
| Lípy u Vondrů †                  |                   | Kostelní Bříza 50°7′1″ s. š., 12°37′16″ v. d.         | lípa velkolistá (4)  | & Chyba ve výrazu: Neočekávaný operátor / Chyba ve výrazu: Neočekávaný operátor / Chyba ve výrazu: Neočekávaný operátor / Chyba ve výrazu: Neočekávaný operátor / Chyba ve výrazu: Neočekávaný operátor / Chyba ve výrazu: Neočekávaný operátor / Chyba ve výrazu: Neočekávaný operátor / Chyba ve výrazu: Neočekávaný operátor / Chyba ve výrazu: Neočekávaný operátor / Chyba ve výrazu: Neočekávaný operátor / Chyba ve výrazu: Neočekávaný operátor / Chyba ve výrazu: Neočekávaný operátor / Chyba ve výrazu: Neočekávaný operátor / Chyba ve výrazu: Neočekávaný operátor / Chyba ve výrazu: Neočekávaný operátor / -1.0000-0 | 102280 Q12034724  | Kategorie „Lípy u Vondrů“ na Wikimedia Commons                    | západně od hřbitova; Památné stromy byly vyhláškou AOPK ČR spolu s památným strom Lípa v Kostelní Bříze nově vyhlášeny v roce 2016 pod společným názvem Lípy v Kostelní Bříze                                                                                 |
| Lípy v Kostelní Bříze            |                   | Kostelní Bříza 50°7′2″ s. š., 12°37′16″ v. d.         | lípa velkolistá (5)  | & Chyba ve výrazu: Neočekávaný operátor / Chyba ve výrazu: Neočekávaný operátor / Chyba ve výrazu: Neočekávaný operátor / Chyba ve výrazu: Neočekávaný operátor / Chyba ve výrazu: Neočekávaný operátor / Chyba ve výrazu: Neočekávaný operátor / Chyba ve výrazu: Neočekávaný operátor / Chyba ve výrazu: Neočekávaný operátor / Chyba ve výrazu: Neočekávaný operátor / Chyba ve výrazu: Neočekávaný operátor / Chyba ve výrazu: Neočekávaný operátor / Chyba ve výrazu: Neočekávaný operátor / Chyba ve výrazu: Neočekávaný operátor / Chyba ve výrazu: Neočekávaný operátor / Chyba ve výrazu: Neočekávaný operátor / -1.0000-0 | 106122 Q26779253  | Kategorie „Lípy v Kostelní Bříze“ na Wikimedia Commons            | Na severním okraji obce u hřbitova; v roce 2016 došlo ke sloučení původních čtyř památných stromů Lípy u Vondrů a jednoho památného stromu Lípa v Kostelní Bříze pod společný název                                                                           |
| Sekvoj v Kostelní Bříze †        |                   | Kostelní Bříza 50°6′53″ s. š., 12°37′15″ v. d.        | sekvojovec obrovský  | 361 | 105335 Q16957221  | Kategorie „Sekvoj v Kostelní Bříze“ na Wikimedia Commons          | V obci, ochrana zrušena 17. února 1993 |
| Obecní lípa v Krajkové           |                   | Krajková 50°12′56″ s. š., 12°32′11″ v. d.             | lípa malolistá       | 360 | 105993 Q19602492  | Kategorie „ Obecní lípa v Krajkové“ na Wikimedia Commons          | Na jihovýchodním okraji travnaté plochy proti obecnímu úřadu ve střední části obce |
| Klen u Krajkové                  |                   | Krajková 50°12′43″ s. š., 12°32′33″ v. d.             | javor klen           | 278 | 106027 Q19602260  | Kategorie „Klen u Krajkové“ na Wikimedia Commons                  | Na jihovýchodním okraji obecní zástavby asi 300 m západně od křižovatky Krajková-Josefov-Habartov |
| Borovice rumelská v Kraslicích † |                   | Kraslice 50°19′7″ s. š., 12°31′9″ v. d.               | borovice rumelská    | 264 | 104819 Q18249363  | Kategorie „Borovice rumelská v Kraslicích“ na Wikimedia Commons   | Parkoviště PENNY Market v jižní části Kraslic, vpravo u hlavní silnice na Sokolov. Ochrana zrušena 6. června 2020. |
| Císařské duby v Kraslicích       |                   | Kraslice 50°19′44″ s. š., 12°30′35″ v. d.             | dub letní (2)        | 275 226 | 104820 Q18249377  | Kategorie „Císařské duby v Kraslicích“ na Wikimedia Commons       | před novorománským kostelem Božího těla v centru Kraslic |
| Vejmutovka u secesní vily †      |                   | Kraslice 50°19′58″ s. š., 12°30′54″ v. d.             | borovice vejmutovka  | 263 | 102286            |                                                                   | v areálu MŠ, u Stříbrného potoka, SZ od nemocnice, proti škole, ochrana zrušena 19.4.2013, důvod - bezpečnost dětí MŠ |
| Klen u secesní vily              |                   | Kraslice 50°19′59″ s. š., 12°30′55″ v. d.             | javor klen           | 360 | 102290 Q18249488  | Kategorie „Klen u secesní vily“ na Wikimedia Commons              | V areálu MŠ, u Stříbrného potoka, SZ od nemocnice, proti škole |
| Lípa u památníku                 |                   | Krásná Lípa 50°19′21″ s. š., 12°36′53″ v. d.          | lípa malolistá       | 395 | 104346 Q18746150  | Kategorie „Lípa u památníku“ na Wikimedia Commons                 | Na severní straně nevýrazného vršku v hájku, asi 500 m VJV od kostela v Krásné Lípě |
| Lípa v Krásné Lípě               |                   | Krásná Lípa 50°5′45″ s. š., 12°38′18″ v. d.           | lípa malolistá       | 410 | 106262 Q55743678  | Kategorie „Lípa v Krásné Lípě“ na Wikimedia Commons               | okraj lesního pozemku a úvozové cesty v zaniklé obci Krásná Lípa |
| Lípa v Krásné u Kraslic          |                   | Krásná 50°19′51″ s. š., 12°29′12″ v. d.               | lípa malolistá       | 340 | 104344 Q18249522  | Kategorie „Lípa v Krásné u Kraslic“ na Wikimedia Commons          | Na okraji pastviny nad pravým břehem Krásenského potoka v remízku listnáčů nad panelovou cestou |
| Lípa v Krásnu †                  |                   | Krásno 50°6′32″ s. š., 12°47′36″ v. d.                | lípa malolistá       | 576 | 104478            |                                                                   | Ochrana zrušena 17. února 1993 |
| Klenový troják v Hřebenech       |                   | Luh nad Svatavou 50°13′5″ s. š., 12°34′29″ v. d.      | javor klen           | 506 | 106201 Q42203184  | Kategorie „Klenový troják v Hřebenech“ na Wikimedia Commons       | V prudkém svahu u lesní cesty na rozhraní lesa a pastviny pod bývalou hřebenskou školou. |
| Křížové stromořadí               |                   | Milešov 50°6′57″ s. š., 12°51′46″ v. d.               | lípa velkolistá (44) | & Chyba ve výrazu: Neočekávaný operátor / Chyba ve výrazu: Neočekávaný operátor / Chyba ve výrazu: Neočekávaný operátor / Chyba ve výrazu: Neočekávaný operátor / Chyba ve výrazu: Neočekávaný operátor / Chyba ve výrazu: Neočekávaný operátor / Chyba ve výrazu: Neočekávaný operátor / Chyba ve výrazu: Neočekávaný operátor / Chyba ve výrazu: Neočekávaný operátor / Chyba ve výrazu: Neočekávaný operátor / Chyba ve výrazu: Neočekávaný operátor / Chyba ve výrazu: Neočekávaný operátor / Chyba ve výrazu: Neočekávaný operátor / Chyba ve výrazu: Neočekávaný operátor / Chyba ve výrazu: Neočekávaný operátor / -1.0000-0 | 102277 Q18327791  | Kategorie „Křížové stromořadí“ na Wikimedia Commons               | V údolí bezejmenného přítoku Hůreckého potoka; obvod kmenů od 70 cm do 255 cm |
| Lípa v Křemenité †               |                   | Křemenitá 50°16′6″ s. š., 12°41′15″ v. d.             | lípa malolistá       | 946 | 104479 Q12034693  |                                                                   | V lesním porostu, u komunikace na Vřesovou. Ochrana zrušena 18. února 1993. |
| Dub u hráze                      |                   | Kynšperk nad Ohří 50°7′8″ s. š., 12°31′32″ v. d.      | dub letní            | 334 | 105638 Q15640163  | Kategorie „Dub u hráze“ na Wikimedia Commons                      | V obci v ulici Na Hrázi u křižovatky s ulicí Františka Palackého |
| Buk v Libavském Údolí †          |                   | Libavské Údolí 50°7′40″ s. š., 12°33′19″ v. d.        | buk lesní            | 393 | 102293 Q18564405  | Kategorie „Buk v Libavském Údolí“ na Wikimedia Commons            | východní okraj obce; v r. 2007 poškozen orkánem Kyril – zbylo jen 3 m vysoké torzo. Torzo stromu bylo ponecháno a chráněno až do 12. října 2023, kdy byla ochrana zrušena.                                                                                    |
| Břečťany v Lokti                 |                   | Loket 50°11′22″ s. š., 12°45′33″ v. d.                | břečťan popínavý (2) | & Chyba ve výrazu: Neočekávaný operátor / Chyba ve výrazu: Neočekávaný operátor / Chyba ve výrazu: Neočekávaný operátor / Chyba ve výrazu: Neočekávaný operátor / Chyba ve výrazu: Neočekávaný operátor / Chyba ve výrazu: Neočekávaný operátor / Chyba ve výrazu: Neočekávaný operátor / Chyba ve výrazu: Neočekávaný operátor / Chyba ve výrazu: Neočekávaný operátor / Chyba ve výrazu: Neočekávaný operátor / Chyba ve výrazu: Neočekávaný operátor / Chyba ve výrazu: Neočekávaný operátor / Chyba ve výrazu: Neočekávaný operátor / Chyba ve výrazu: Neočekávaný operátor / Chyba ve výrazu: Neočekávaný operátor / -1.0000-0 | 102278 Q15613852  | Kategorie „Břečťany v Lokti“ na Wikimedia Commons                 | U úpatí skalní stěny |
| Dub v Loučné                     |                   | Loučná 50°16′41″ s. š., 12°34′39″ v. d.               | dub letní            | 405 | 104821 Q15652144  | Kategorie „Dub v Loučné“ na Wikimedia Commons                     | východní okraj osady Loučná pod domem čp. 138 |
| Borovice u Hartenberku           |                   | Luh nad Svatavou 50°13′21″ s. š., 12°34′46″ v. d.     | borovice lesní       | 380 | 104597 Q15618212  | Kategorie „Borovice u Hartenberku“ na Wikimedia Commons           | V lesním porostu na severní hraně ostrohu nad Dolinským potokem, východně od hradu Hartenberk |
| Hřebenské lípy                   |                   | Luh nad Svatavou 50°12′57″ s. š., 12°34′31″ v. d.     | lípa velkolistá (2)  | 475 238 | 105682 Q15626938  | Kategorie „Hřebenské lípy“ na Wikimedia Commons                   | Na svahu mezi loukami jihovýchodně od hranice zástavby v části obce Hřebeny |
| Jilm u Hřeben †                  |                   | Luh nad Svatavou 50°12′54″ s. š., 12°33′57″ v. d.     | jilm horský (2)      | & Chyba ve výrazu: Neočekávaný operátor / Chyba ve výrazu: Neočekávaný operátor / Chyba ve výrazu: Neočekávaný operátor / Chyba ve výrazu: Neočekávaný operátor / Chyba ve výrazu: Neočekávaný operátor / Chyba ve výrazu: Neočekávaný operátor / Chyba ve výrazu: Neočekávaný operátor / Chyba ve výrazu: Neočekávaný operátor / Chyba ve výrazu: Neočekávaný operátor / Chyba ve výrazu: Neočekávaný operátor / Chyba ve výrazu: Neočekávaný operátor / Chyba ve výrazu: Neočekávaný operátor / Chyba ve výrazu: Neočekávaný operátor / Chyba ve výrazu: Neočekávaný operátor / Chyba ve výrazu: Neočekávaný operátor / -1.0000-0 | 102275 Q15626934  | Kategorie „Jilm u Hřeben“ na Wikimedia Commons                    | Na mezi u staré polní cesty z Hřeben do Krajkové u bývalých Božích muk Právní ochrana prvního stromu byla zrušena v roce 2004 (rozlomení ve vichřici), druhého v roce 2013 (zdravotní stav).                                                                  |
| Smrk pod Hartenberkem            |                   | Luh nad Svatavou 50°13′23″ s. š., 12°34′51″ v. d.     | smrk ztepilý         | 411 | 105085 Q15618211  | Kategorie „Smrk pod Hartenberkem“ na Wikimedia Commons            | V lesním porostu na pravém břehu Dolinského potoka na severovýchodním úpatí ostrohu pod zříceninou hradu Hartenberk |
| Kaštan v Markvarci               |                   | Hrádek 50°11′36″ s. š., 12°31′32″ v. d.               | jírovec maďal        | 351 | 105719 Q15951697  | Kategorie „Kaštan v Markvarci“ na Wikimedia Commons               | V remízku na okraji pole cca 80 m severně od vodárenského objektu na západním okraji osady |
| Klen v Mezihorské                |                   | Mezihorská 50°16′20″ s. š., 12°38′57″ v. d.           | javor klen           | 310 | 102272 Q15703336  | Kategorie „Klen v Mezihorské“ na Wikimedia Commons                | Na jižním okraji obce, na "ostrůvku", v místě rozdvojení luční cesty |
| Douglaska Na pile                | Douglaska Na pile | Milíře u Rovné 50°7′50″ s. š., 12°41′52″ v. d.        | douglaska tisolistá  | 401 | 106362 Q115862709 | Kategorie „Douglaska Na pile“ na Wikimedia Commons                | V oploceném areálu bývalé pily a psího útulku v údolí Lobezského potoka u silnice II/210 |
| Jasan v bývalých Milířích        |                   | Milíře u Šindelové 50°19′44″ s. š., 12°38′40″ v. d.   | jasan ztepilý        | 403 | 104348 Q15726899  | Kategorie „Jasan v bývalých Milířích“ na Wikimedia Commons        | Na horním okraji svažité pastviny 300 m SSZ od rozcestí Javořina |
| Dub na Novině                    |                   | Novina 50°8′57″ s. š., 12°40′50″ v. d.                | dub letní            | 382 | 102274 Q15586314  | Kategorie „Dub na Novině“ na Wikimedia Commons                    | Na okraji pastviny u příjezdové cesty na Novinu |
| Jíva v Horní Oboře               |                   | Obora 50°20′10″ s. š., 12°35′22″ v. d.                | vrba jíva            | 328 | 104347 Q12027561  | Kategorie „Jíva v Horní Oboře“ na Wikimedia Commons               | Vpravo od lesní cesty z Obory k bývalé Břidlové na rozhraní lesa a louky JJV od vrchu Lesnatec |
| Klen v Horní Oboře               |                   | Obora 50°19′48″ s. š., 12°35′19″ v. d.                | javor klen           | 446 | 104815 Q15639935  | Kategorie „Klen v Horní Oboře“ na Wikimedia Commons               | Nad pravým břehem Oborského potoka, 20 m SZ od oplocenky, v bývalé osadě Horní Obora |
| Modřín v Horní Oboře             |                   | Obora 50°19′53″ s. š., 12°35′25″ v. d.                | modřín opadavý       | 380 | 104814 Q15639952  | Kategorie „Modřín v Horní Oboře“ na Wikimedia Commons             | Nad pravým břehem Oborského potoka, 1-2 km SSZ od Obory v místě zaniklé osady Horní Obora |
| Lípa na Paseckém vrchu           |                   | Paseka 50°8′24″ s. š., 12°40′10″ v. d.                | lípa malolistá       | 338 | 105847 Q15618250  | Kategorie „Lípa na Paseckém vrchu“ na Wikimedia Commons           | Na temeni Paseckého vrchu cca 1,5 km severozápadně od obce Lobzy |
| Pasecká lípa                     |                   | Paseka 50°8′32″ s. š., 12°40′17″ v. d.                | lípa velkolistá      | 417 | 105280 Q15618252  | Kategorie „Pasecká lípa“ na Wikimedia Commons                     | Na okraji lesní cesty, v místě zaniklé obce Paseka, 430 m severovýchodně od Paseckého vrchu |
| Radvanovský klen                 |                   | Radvanov 50°11′59″ s. š., 12°34′38″ v. d.             | javor klen           | 385 | 106393 Q115479823 | Kategorie „Radvanovský klen“ na Wikimedia Commons                 | Na pozemku čp. 43 při jihozápadním okraji Radvanova, místí části obce Josefov |
| Radvanovská lípa                 |                   | Radvanov 50°12′1″ s. š., 12°34′33″ v. d.              | lípa velkolistá      | 341 | 106093 Q24282826  | Kategorie „Radvanovská lípa“ na Wikimedia Commons                 | na okraji pole na mírně se svažujícím hřbetu v západní části Radvanova, místí části obce Josefov |
| Pavlíčkův dub                    |                   | Radvanov 50°12′0″ s. š., 12°34′42″ v. d.              | dub letní            | 318 | 106532 Q10000170  | Kategorie „Pavlíčkův dub“ na Wikimedia Commons                    | Na jižním cípu osady Radvanov na hraně svahu veřejně přístupného obecního pozemku. |
| Lípa ve Smrkovci                 |                   | Smrkovec 50°4′12″ s. š., 12°35′50″ v. d.              | lípa velkolistá      | 399 | 106551 Q134352513 | Kategorie „Lípa ve Smrkovci“ na Wikimedia Commons                 | V zaniklé obci Smrkovec na místě bývalé farní zahrady. |
| Sněženské lípy                   |                   | Sněžná 50°18′24″ s. š., 12°29′29″ v. d.               | lípa malolistá (8)   | & Chyba ve výrazu: Neočekávaný operátor / Chyba ve výrazu: Neočekávaný operátor / Chyba ve výrazu: Neočekávaný operátor / Chyba ve výrazu: Neočekávaný operátor / Chyba ve výrazu: Neočekávaný operátor / Chyba ve výrazu: Neočekávaný operátor / Chyba ve výrazu: Neočekávaný operátor / Chyba ve výrazu: Neočekávaný operátor / Chyba ve výrazu: Neočekávaný operátor / Chyba ve výrazu: Neočekávaný operátor / Chyba ve výrazu: Neočekávaný operátor / Chyba ve výrazu: Neočekávaný operátor / Chyba ve výrazu: Neočekávaný operátor / Chyba ve výrazu: Neočekávaný operátor / Chyba ve výrazu: Neočekávaný operátor / -1.0000-0 | 102279 Q18249645  | Kategorie „Sněženské lípy“ na Wikimedia Commons                   | U kostela sv. Jakuba |
| Jasan v bývalé Dolní Vsi         |                   | Sněžná 50°18′14″ s. š., 12°29′18″ v. d.               | jasan ztepilý        | 519 | 104345 Q18249451  | Kategorie „Jasan v bývalé Dolní Vsi“ na Wikimedia Commons         | Na okraji travnaté plochy a remízku asi 350 m jihozápadně od kostela ve Sněžné |
| Jilm pod Starou Ovčárnou †       |                   | Sokolov 50°10′5″ s. š., 12°39′34″ v. d.               | jilm horský          | 380 | 105279 Q15586293  | Kategorie „Jilm pod Starou Ovčárnou“ na Wikimedia Commons         | 300 m od křižovatky silnice a ulice Závodu míru, v úseku mezi Starou Ovčárnou a Dolním Rychnovem. Ochrana stromu byla zrušena 15. listopadu 2021 kvůli grafióze. V polovině roku 2022 byl strom pokácen.                                                      |
| Stříbrný javor v Husových sadech |                   | Sokolov 50°10′37″ s. š., 12°38′41″ v. d.              | javor stříbrný       | 414 | 104811 Q15631278  | Kategorie „Stříbrný javor v Husových sadech“ na Wikimedia Commons | V centru v Husových sadech proti krytému bazénu na pravém břehu Lobezského potoka |
| Topol u zámeckého parku †        |                   | Sokolov 50°10′48″ s. š., 12°38′33″ v. d.              | topol černý          | 450 | 102285 Q45223005  | Kategorie „Topol u zámeckého parku“ na Wikimedia Commons          | Rostl v parkově upravené ploše proti zámku, kotouč z kmene zaniklého stromu je na nádvoří zámku |
| Dub u chemičky                   |                   | Sokolov 50°10′50″ s. š., 12°40′9″ v. d.               | dub letní            | 363 | 106328 Q63827314  | Kategorie „Dub u chemičky“ na Wikimedia Commons                   | V proluce mezi garážemi v Tovární ulici u chemických závodů v Sokolově |
| Dub ve Starém Sedle              |                   | Staré Sedlo 50°10′49″ s. š., 12°42′53″ v. d.          | dub letní            | 480 | 102276 Q15613874  | Kategorie „Dub ve Starém Sedle“ na Wikimedia Commons              | U komunikace směrem do Sokolova |
| Buk ve Stříbrné †                |                   | Stříbrná                                              | buk lesní            | 450 | 104477            |                                                                   | V lesním porostu v blízkosti Rájeckého potoka, ochrana zrušena 18. února 1993 |
| Jedle na konci světa †           |                   | Stříbrná                                              | jedle bělokorá       | 357 | 105338            |                                                                   | V blízkosti Rájeckého potoka, ochrana zrušena 17. února 1993 |
| Jedle pod skálou v Nancy         |                   | Stříbrná 50°22′28″ s. š., 12°33′41″ v. d.             | jedle bělokorá       | 295 | 104351 Q17282400  | Kategorie „Jedle pod skálou v Nancy“ na Wikimedia Commons         | Na strmém svahu pod skálou nad levým břehem Rájeckého potoka, cca 800 m SZ od vrchu Špičák |
| Jedle ve Stříbrné †              |                   | Stříbrná                                              | jedle bělokorá       | 382 | 105337            |                                                                   | U silnice na Přebuz, v místě křížení s Rájeckým potokem, ochrana zrušena 17. února 1993 |
| Klen Na konci světa              |                   | Stříbrná 50°22′36″ s. š., 12°33′29″ v. d.             | javor klen           | 256 | 102273 Q17282403  | Kategorie „Klen Na konci světa“ na Wikimedia Commons              | U lesní cesty v údolí mezi Špičákem a Bukovcem, asi 100 m JZ před jeho ústím do Rájeckého údolí |
| Klen v Nancy                     |                   | Stříbrná 50°22′39″ s. š., 12°32′ v. d.                | javor klen           | 388 | 104352 Q18564495  | Kategorie „Klen v Nancy“ na Wikimedia Commons                     | Vlevo od silnice k Přebuzi, cca 1 km SV od křižovatky silnic Stříbrná-Bublava-Přebuz |
| Modřín u Stříbrného potoka       |                   | Stříbrná 50°22′5″ s. š., 12°31′25″ v. d.              | modřín opadavý       | 369 | 104342 Q18564556  | Kategorie „Modřín u Stříbrného potoka“ na Wikimedia Commons       | V luční nivě Stříbrného potoka pod ústím Rájeckého potoka, poblíž rekreační chata |
| Nancin smrk †                    |                   | Stříbrná                                              | smrk ztepilý         | 334 | 105339            |                                                                   | V lesním porostu v blízkosti Rájeckého potoka, ochrana zrušena 17. února 1993 |
| Nový Nancin smrk                 |                   | Stříbrná 50°22′43″ s. š., 12°33′30″ v. d.             | smrk ztepilý         | 326 | 106151 Q29998422  | Kategorie „Nový Nancin smrk“ na Wikimedia Commons                 | Ve strmém levém břehu Rájeckého potoka, vpravo pod silnicí Stříbrná - Přebuz |
| Vysoký smrk v Nancy              |                   | Stříbrná 50°22′42″ s. š., 12°33′29″ v. d.             | smrk ztepilý         | 367 | 106152 Q29998445  | Kategorie „Vysoký smrk v Nancy“ na Wikimedia Commons              | Ve strmém levém břehu Rájeckého potoka, 180 m ssv. od odbočky lesní silničky, vpravo pod silnicí Stříbrná - Přebuz |
| Dvojitý smrk u Šindelové         |                   | Šindelová 50°18′26″ s. š., 12°36′5″ v. d.             | smrk ztepilý         | 459 | 104818 Q15626897  | Kategorie „Dvojitý smrk u Šindelové“ na Wikimedia Commons         | Na okraji smrčiny vlevo od cesty, která spojuje zámeček Favorit s chráněnou modřínovou alejí |
| Hubertův smrk †                  |                   | Šindelová                                             | smrk ztepilý         | 551 | 105334            |                                                                   | Blízko zámečku Favorit, ochrana zrušen 18. února 1993 |
| Buk u Krásné Lípy                |                   | Šindelová 50°19′24″ s. š., 12°36′37″ v. d.            | buk lesní            | 385 | 106146 Q39734000  | Kategorie „Buk u Krásné Lípy“ na Wikimedia Commons                | V remízku ve svažité pastvině východně od silnice Krásná Lípa - Šindelová |
| Jedle pod Špičákem               |                   | Šindelová 50°21′29″ s. š., 12°34′17″ v. d.            | jedle bělokorá       | 238 | 106150 Q73591015  | Kategorie „Jedle pod Špičákem“ na Wikimedia Commons               | 1,25 km jjv. od vrcholu Špičáku (991 m) |
| Modřínová alej u Šindelové       |                   | Šindelová 50°18′31″ s. š., 12°35′47″ v. d.            | modřín opadavý (84)  | & Chyba ve výrazu: Neočekávaný operátor / Chyba ve výrazu: Neočekávaný operátor / Chyba ve výrazu: Neočekávaný operátor / Chyba ve výrazu: Neočekávaný operátor / Chyba ve výrazu: Neočekávaný operátor / Chyba ve výrazu: Neočekávaný operátor / Chyba ve výrazu: Neočekávaný operátor / Chyba ve výrazu: Neočekávaný operátor / Chyba ve výrazu: Neočekávaný operátor / Chyba ve výrazu: Neočekávaný operátor / Chyba ve výrazu: Neočekávaný operátor / Chyba ve výrazu: Neočekávaný operátor / Chyba ve výrazu: Neočekávaný operátor / Chyba ve výrazu: Neočekávaný operátor / Chyba ve výrazu: Neočekávaný operátor / -1.0000-0 | 102281 Q15626900  | Kategorie „Modřínová alej u Šindelové“ na Wikimedia Commons       | Po obou stranách lesní cesty |
| Modříny u Favoritu               |                   | Šindelová 50°17′54″ s. š., 12°36′27″ v. d.            | modřín opadavý (4)   | & Chyba ve výrazu: Neočekávaný operátor / Chyba ve výrazu: Neočekávaný operátor / Chyba ve výrazu: Neočekávaný operátor / Chyba ve výrazu: Neočekávaný operátor / Chyba ve výrazu: Neočekávaný operátor / Chyba ve výrazu: Neočekávaný operátor / Chyba ve výrazu: Neočekávaný operátor / Chyba ve výrazu: Neočekávaný operátor / Chyba ve výrazu: Neočekávaný operátor / Chyba ve výrazu: Neočekávaný operátor / Chyba ve výrazu: Neočekávaný operátor / Chyba ve výrazu: Neočekávaný operátor / Chyba ve výrazu: Neočekávaný operátor / Chyba ve výrazu: Neočekávaný operátor / Chyba ve výrazu: Neočekávaný operátor / -1.0000-0 | 104341 Q15975115  | Kategorie „Modříny u Favoritu“ na Wikimedia Commons               | Po stranách hlavní cesty procházející oborou asi 500 m od vstupu do obory od Jindřichovic |
| Smrk pod zámeckou skálou †       |                   | Šindelová 50°18′11″ s. š., 12°36′12″ v. d.            | smrk ztepilý         | 440 | 104349 Q15975112  | Kategorie „Smrk pod zámeckou skálou“ na Wikimedia Commons         | Na pravém břehu potoka Skřiváň pod skalnatou terasou se zámečkem Favorit v blízkosti bývalého rybníčku, ochrana zrušena 30. května 2019 |
| Smrk u kříže za Favoritem        |                   | Šindelová 50°18′25″ s. š., 12°36′14″ v. d.            | smrk ztepilý         | 375 | 104817 Q15626899  | Kategorie „Smrk u kříže za Favoritem“ na Wikimedia Commons        | Na loučce u kamenného kříže vlevo od cesty od Šindelové, cca 400 severně od zámečku |
| Vysoký smrk pod Favoritem        |                   | Šindelová 50°18′12″ s. š., 12°36′8″ v. d.             | smrk ztepilý         | 332 | 104816 Q15975114  | Kategorie „Vysoký smrk pod Favoritem“ na Wikimedia Commons        | Ve smrkovém porostu, ve strmém svahu nad pravým břehem drobného pravostranného přítoku asi 30 m nad ústím do Skřiváně, pod vypuštěným lesním rybníčkem cca 130 m ZJZ od zámečku Favorit                                                                       |
| Tatrovická lípa                  | Tatrovická lípa   | Tatrovice 50°16′43″ s. š., 12°42′3″ v. d.             | lípa malolistá       | 1 650 | 102296 Q12058396  | Kategorie „Tatrovická lípa“ na Wikimedia Commons                  | U silnice na Novou Suchou, nad zatáčkou vlevo |
| Tatrovický buk                   | Tatrovický buk    | Tatrovice 50°16′44″ s. š., 12°42′4″ v. d.             | buk lesní            | 390 | 105875 Q16963160  | Kategorie „Tatrovický buk“ na Wikimedia Commons                   | V obci na svahu nad domem čp. 14 |
| Lípa u Kopeckých †               |                   | Těšovice 50°10′43″ s. š., 12°40′48″ v. d.             | lípa malolistá       | 343 | 104975 Q15627043  | Kategorie „Lípa u Kopeckých“ na Wikimedia Commons                 | V soukromé zahradě na severním okraji zahrádkářské osady v sousedství polní cesty. Právní ochrana stromu byla v říjnu 2013 zrušena. |
| Borovice u Svatavy               |                   | Týn 50°13′9″ s. š., 12°35′36″ v. d.                   | borovice lesní       | 300 | 102294 Q15618214  | Kategorie „Borovice u Svatavy“ na Wikimedia Commons               | V polesí Oloví pod Medvědím vrchem, proti Luhu nad Svatavou |
| Dub ve Vintířově                 |                   | Vintířov 50°14′2″ s. š., 12°43′1″ v. d.               | dub letní            | 385 | 102292 Q16515393  | Kategorie „Dub ve Vintířově“ na Wikimedia Commons                 | V parku ve středu obce |
| Topol v zatáčce                  |                   | Vintířov 50°14′4″ s. š., 12°43′3″ v. d.               | topol černý          | 520 | 102287 Q16516382  | Kategorie „Topol v zatáčce“ na Wikimedia Commons                  | SV okraj návsi, u knihovny |
| Zelenohorská hruška              |                   | Zelená Hora u Kraslic 50°20′45″ s. š., 12°30′4″ v. d. | hrušeň obecná        | 329 | 104343 Q10858010  | Kategorie „Zelenohorská hruška“ na Wikimedia Commons              | Na terasovitém úbočí pod smrkovým lesíkem, jihozápadně od Tisové |
| Třešeň na Žitné                  |                   | Žitná 50°3′44″ s. š., 12°37′39″ v. d.                 | třešeň ptačí         | 210 | 106359 Q90647080  | Kategorie „Třešeň na Žitné“ na Wikimedia Commons                  | V zaniklé osadě Žitná |